# Élection présidentielle ouzbèke de 2015
Une élection présidentielle se déroule en Ouzbékistan le 29 mars 2015. Elle fait suite aux élections législatives de janvier. Le président est élu avec un mandat de 5 ans, renouvelable une seule fois.

## Contexte politique
L'Ouzbékistan n'est généralement pas considéré comme une démocratie. Le président sortant Islam Karimov, au pouvoir depuis mars 1990, est le seul président que le pays ait connu depuis son indépendance. Il n'existe pas de réel parti d'opposition. Les opposants au gouvernement et les activistes pour les droits de l'homme sont emprisonnés. Les journalistes étrangers sont interdits d'entrée dans le pays. La candidature de Karimov à sa propre succession est anticonstitutionnelle, l'article 90 de la constitution interdisant à toute personne d'exercer plus de deux mandats à la tête du pays.

## Candidats
Karimov est le candidat du Parti libéral-démocrate d'Ouzbékistan, présenté comme étant un parti de troisième voie. Trois autres candidatures sont acceptées, mais les organisations de défense de droits de l'homme les considèrent comme des candidatures de pure façade. Ces autres candidats ne font pas campagne, et sont inconnus du grand public. Lors de scrutins précédents, les candidats « rivaux » de Karimov appelaient parfois ouvertement les électeurs à voter pour lui,. En amont de l'élection de 2015, les candidats louent publiquement les réussites de Karimov, et aucun ne le critique. Les quatre candidats officiels sont les suivants :
- Hatamjhon Ketmonov, député, ancien enseignant, candidat du Parti démocratique populaire (parti dirigé par Karimov jusqu'en 2007) ;
- Akmal Saïdov, député, ancien juriste universitaire, ancien ambassadeur en France, directeur du Centre national des droits de l'homme, candidat du Parti démocrate de la renaissance nationale ;
- Islam Karimov, ancien ingénieur, ministre des Finances dans les années 1980 du temps de l'Union soviétique, candidat du Parti libéral-démocrate d'Ouzbékistan et du Mouvement des entrepreneurs et des hommes d'affaires ;
- Nariman Oumarov, ingénieur en hydrogéologie, candidat du Parti social-démocrate de la justice.

## Résultats
| Candidat               | Candidat               | Parti                  | Voix       | %     |
| ---------------------- | ---------------------- | ---------------------- | ---------- | ----- |
|                        | Islam Karimov          | O’zLiDeP               | 17 122 597 | 91,83 |
|                        | Akmal Saidov           | OʻzMTDP                | 582 688    | 3,12  |
|                        | Khatamjan Ketmanov     | XDP                    | 552 309    | 2,96  |
|                        | Nariman Umarov         | ASDP                   | 389 024    | 2,09  |
|                        |                        |                        |            |       |
| Votes valides          | Votes valides          | Votes valides          | 18 646 618 | 98,44 |
| Votes blancs et nuls   | Votes blancs et nuls   | Votes blancs et nuls   | 295 731    | 1,56  |
| Total                  | Total                  | Total                  | 18 942 349 | 100   |
| Abstention             | Abstention             | Abstention             | 1 855 703  | 8,92  |
| Inscrits/Participation | Inscrits/Participation | Inscrits/Participation | 20 798 052 | 91,08 |

## Analyse
La commission électorale annonce un taux de participation de plus de 91 %. Islam Karimov l'emporte avec plus de 91 % des voix. L'OCSE rapporte que les élections n'ont pas été conformes aux normes d'un État démocratique.